# ヴァージニア・クリスチャン
ヴァージニア・クリスチャン（Virginia Christian、1895年8月15日 - 1912年8月16日）は、アメリカ合衆国の犯罪容疑者、元死刑囚である。 彼女は電気椅子によって処刑された唯一の未成年女性であり、2010年9月23日にテレサ・ルイスが死刑執行されるまでは、バージニア州で最後に執行を受けた女性死刑囚だった。

## 生涯
ヴァージニア・クリスチャンはアフリカ系アメリカ人の少女で、メイドとしてバージニア州のハンプトンで働いていた。彼女は雇い主である当時72歳の白人女性、アイダ・ベローテ夫人（Mrs. Ida Virginia Belote）を、1912年3月に夫人の自宅で殺害した罪に問われてしまった。逮捕後、彼女は間もなく犯行について自白している。
ベローテは頻繁にヴァージニアを手ひどく扱っていた。その日ベローテは、ヴァージニアがロケットとスカートを盗んだと疑ってかかったため口論が起こった。ベローテが手近にあった壺でヴァージニアを殴りつけたため、ヴァージニアは箒でベローテの前頭部を殴打した。ヴァージニアは悲鳴を上げるベローテの喉にタオルを詰め込み、その結果ベローテは窒息死した。ヴァージニアは逃走の際にベローテの小銭入れといくらかの現金、そして指輪を一個持ち去っていた。
ヴァージニアはすぐに有罪となり、死刑の判決を受けた。当時バージニア州の州知事を務めていたウィリアム・ホッジス・マン（1843年 - 1927年）は、ヴァージニアの母シャーロット（Charlotte Christian）からの減刑嘆願の手紙に応じなかった。母シャーロットからの手紙は、以下のような文面であった。
親愛なる知事様へ。知事様を煩わせる私のことをどうぞお許しください…。私は3年以上、わが娘ジニーの面倒を見ることが叶わず呆然としております。私は、わが娘がベローテさんを殺してしまったという凄まじく邪悪なことをしでかしたのは存じておりますし、刑務所の人たちが娘を処刑したいと思っているのもわかっております。ですが、私は神様が知事様の心を和らげてくださるように、日夜祈りを捧げております。もし、知事様が年若いわが娘を救ってくださるならば、神様は知事様を永遠に祝福なさるでしょう。
ヴァージニアは、リッチモンドにある州の刑務所で処刑された。彼女はまだ17歳であった。当時の新聞は、彼女の遺体が州の医科大学に献体されたと報じた。それは、ヴァージニアの両親がリッチモンドから彼女の遺体を引き取る費用が捻出できなかったためであった。